# Fried Walter
Fried Walter (* 19. Dezember 1907 in Ottendorf-Okrilla als Walter Emil Schmidt; † 8. April 1996 in Berlin) war ein deutscher Komponist von 1947 bis 1972 war er Kapellmeister beim RIAS in Berlin.

## Leben
Fried Walter wurde als Sohn eines Volksschullehrers in Ottendorf im Kreis Dresden in Sachsen geboren. Die Mutter starb, als Walter fünf Jahre alt war. Der Vater sah für ihn den Beruf des Lehrers vor. Walter erlernte aber auch die Instrumente Klavier, Cello, Orgel und Waldhorn. Mit 17 Jahren wurde er an der Orchesterschule der Sächsischen Staatsoper in Dresden als Theorie- und Dirigierschüler angenommen. Sein erstes eigenes Geld verdiente er sich als Hornist des Bühnenmusik-Ensembles in Richard-Wagner-Opern. Nach seiner Ausbildung volontierte er am Landestheater in Gotha, danach wechselte er an das Reußisch-Fürstliche Theater in Gera. Die Weltwirtschaftskrise 1929 zwang ihn zur Aufgabe seiner Stellung.
Walter wandte sich nach Berlin, wo er bei Giuseppe Becce die Techniken der musikalischen Filmbegleitung studierte. Eine Karriere als Filmmusiker kam durch das Aufkommen des Tonfilms nicht mehr in Frage. Walter meldete sich an der Preußischen Akademie der Künste in Berlin, wo Arnold Schönberg ihn als Schüler annahm und er sogar ein Stipendium erhielt. Obwohl er für Schönberg zwei seiner Opern in der Krolloper einstudierte, lehnte Walter die Zwölftonmusik kategorisch ab.
Nach seiner Ausbildung bei Schönberg arbeitete er als Musiker in Kabaretts, Varietés und im Zirkus. Er war Klavierbegleiter verschiedener Vokalensembles, wie Humoresk Melodios und Comedian Harmonists. 1933 heiratete Walter die holländische Kabarettistin Elisabeth Stuy. Als die Nationalsozialisten an die Macht kamen, vermied Walter jeglichen Kontakt zur Partei und Militär. Das gelang ihm auch noch als freier Mitarbeiter am Rundfunksender Leipzig. Noch einmal nahm er Unterricht, diesmal am Leipziger Konservatorium bei Hermann Ambrosius. Mit seiner Frau lebte er für kurze Zeit in Holland, erhielt als Deutscher aber keine Aufträge mehr. 1938 komponierte er seine Oper Königin Elisabeth, die ein Jahr später an der Königlichen Oper in Stockholm unter Anwesenheit von König Gustav V. (Schweden) uraufgeführt wurde. Nach dem großen Erfolg seiner Oper beauftragte ihn Heinz Tietjen mit einem neuen Bühnenwerk und sorgte dafür, dass Walter nicht zum Militär eingezogen wurde. Die Oper Andreas Wolfius wurde 1940 an der Berliner Staatsoper uraufgeführt. Im selben Jahr wurde auch sein Singspiel Dorfmusik in Wiesbaden das erste Mal aufgeführt. 1943 ging Walter nach Prag und dirigierte dort die Uraufführung seines Balletts Kleopatra. Walters Name steht in der im August 1944 von Hitler genehmigten Gottbegnadeten-Liste.
Als unbelastet eingestuft, erhielt Walter unmittelbar nach dem Krieg eine Stelle als Korrepetitor und Konzertpianist an der Berliner Staatsoper. Hier konnte er sein Ballett Der Pfeil uraufführen. 1947 wurde er beim RIAS angestellt, wo er bis 1972 Kapellmeister und als Programmgestalter, Dirigent und Arrangeur tätig war. Hier lernte er auch seine zweite Ehefrau Edith kennen. Seine Aufnahmen mit dem RIAS-Unterhaltungsorchester, darunter Klassiker wie die Operette Zigeunerliebe und das Ballett Schwanensee, aber ebenso Uraufführungen von Nachwuchskomponisten, wurden von fast allen ARD-Anstalten gesendet. Darüber hinaus stellte er sich seinen Hörern durch persönliche Gastkonzerte in der BRD und in Österreich vor. Seine letzte Oper Die fünf Bräute wurde erst 1998 in Hermsdorf unter der musikalischen Leitung von Franns Wilfried Promnitz in der Regie von Claus Martin uraufgeführt.
Fried Walter war evangelisch, verheiratet und hatte zwei Kinder.
Nach der Wiedervereinigung ehrte ihn seine Geburtsstadt Ottendorf-Okrilla mit der Ehrenbürgerschaft. 1990 wurde ihm die Ehrenmitgliedschaft im Bund deutscher Zupfmusiker verliehen. Nach Walters Tod wurde eine Straße in Ottendorf-Okrilla nach ihm benannt. Sein Grab befindet sich an der Königin-Luise-Straße auf dem Städtischen Friedhof Dahlem in Berlin.
Fried Walter hat mehr als fünfhundert eigene Kompositionen, darunter Sinfonien, Suiten, Konzerte, Kammermusik, Unterhaltungsmusik, Blasmusik und Schulmusik, und an die 250 Bearbeitungen, vor allem Volkslied-Bearbeitungen, geschrieben. Er zählt zu den vielseitigsten und produktivsten deutschen Komponisten aus dem Bereich gehobene Unterhaltungsmusik.

## Orchesterwerke (Auswahl)
| - 1935: Marionetten und Masken - 1937: Die Tageszeiten - 1937: Hymnus - 1937: Tanz-Suite für Bratsche und kleines Orchester - 1937: Die wilden Schwäne - 1941: Lustspiel-Ouvertüre - 1942: Ballett-Szene - 1947: Bergsommer - 1953: Der Paradiesvogel - 1953: Bremer Capriccio - 1953: Ballettszenen - 1953: Heidebilder | - 1953: Karawane - 1958: Märchen und Tanzszene - 1958: „Frühlings-Sonnenschein“, Koloratur-Walzer - 1958: Polonaise - 1958: Marokkanisches Tagebuch - 1960: Rhapsodie Nr. 1 - 1961: Klavierkonzert - 1963: Rhapsodie Nr. 2 - 1964: Impressionen aus meinem Garten - 1967: Ferien im Tessin - 1972: Spanische Ouvertüre |